# Karl-Heinz Heidemann
Karl-Heinz Heidemann (* 21. September 1925; † 26. Februar 2017) war ein deutscher Fußballspieler. Für SV Stahl Thale spielte er in der DDR-Oberliga, der höchsten Spielklasse im DDR-Fußball. Dort bestritt er von 1950 bis 1954 96 Punktspiele und erzielte elf Tore.

## Sportliche Laufbahn
Heidemann wechselte 1950 von der drittklassigen Betriebssportgemeinschaft (BSG) Traktor Hornhausen mit der Empfehlung eines Landesauswahlspielers von Sachsen-Anhalt zum Oberligisten SG Eisenhüttenwerk Thale. In seiner ersten Oberligasaison 1950/51, in der sich die SG EHW in die BSG Stahl wandelte, wurde Heidemann vom 3. bis zum 26. Punktspiel bis auf einen Ausfall ununterbrochen eingesetzt. Die letzten acht Punktspiele fehlte er verletzt. Er konnte erst wieder am 15. Spieltag der Saison 1951/52 aufgeboten werden, erkämpfte sich danach aber in weiteren 18 Punktspielen einen Stammplatz als linker Außenläufer, zuletzt als Mittelstürmer. Trotz seines späten Starts in die Saison gehörte er mit seinen sieben Punktspieltreffern zu den erfolgreichsten Torschützen seiner Mannschaft. Die Spielzeit 1952/53 begann Heidemann wieder auf der linken Mittelfeldseite, nach neun Spieltagen wechselte er ins rechte Mittelfeld. Nachdem die BSG Stahl in der abgelaufene Saison mit Platz fünf das beste Ergebnis ihre Oberligazeit erreicht hatte, erfolgte 1953/54 der überraschende Abstieg. Für Heidemann war es zunächst eine erfolgreiche Spielzeit, denn er konnte erstmals alle Oberligaspiele absolvieren. Er wurde zunächst wieder im Mittelfeld eingesetzt, in der Rückrunde der Saison spielte er als rechter Abwehrspieler. In den 14 Spielen mit Heidemann in der Abwehr kassierte die Mannschaft 32 Gegentore und konnte so dem Abstieg nicht entrinnen. In der zweitklassigen DDR-Liga wurde Stahl Thale in der Saison 1954/55 umgehend in die II. DDR-Liga durchgereicht. Ein siebter Platz in der Staffel 2 reichte nicht zum Klassenerhalt, da die DDR-Liga auf eine Staffel reduziert wurde. Heidemann war an dem erneuten Abstieg mit 25 Einsätzen in 26 Punktspielen beteiligt. Mit seinen 13 Punktspieltoren wurde er bester Schütze seiner Mannschaft. Er spielte nach dem abermaligen Abstieg noch bis 1962 für die BSG Stahl Thale, in den höherklassigen Fußball kehrte er nicht wieder zurück.